# Episodi di Lost Girl (quarta stagione)
La quarta stagione della serie televisiva Lost Girl è trasmessa sul canale canadese Showcase dal 10 novembre 2013.
In Italia è ancora inedita.
| nº | Titolo originale        | Titolo italiano | Prima TV Canada  | Prima TV Italia |
| -- | ----------------------- | --------------- | ---------------- | --------------- |
| 1  | In Memoriam             |                 | 10 novembre 2013 |                 |
| 2  | Sleeping Beauty School  |                 | 17 novembre 2013 |                 |
| 3  | Lovers. Apart.          |                 | 24 novembre 2013 |                 |
| 4  | Turn to Stone           |                 | 1º dicembre 2013 |                 |
| 5  | Let the Dark Times Roll |                 | 8 dicembre 2013  |                 |
| 6  | Of All the Gin Joints   |                 | 15 dicembre 2013 |                 |
| 7  | La Fae Epoque           |                 | 22 dicembre 2013 |                 |
| 8  | Groundhog Fae           |                 | 29 dicembre 2013 |                 |
| 9  | Destiny's Child         |                 | 12 gennaio 2014  |                 |
| 10 | Waves                   |                 | 19 gennaio 2014  |                 |
| 11 | End of a Line           |                 | 26 gennaio 2014  |                 |
| 12 | Origin                  |                 | 9 febbraio 2014  |                 |
| 13 | Dark Horse              |                 | 16 febbraio 2014 |                 |